# История на евреите във Франция
Историята на евреите във Франция е история на най-голямата съвременна еврейска общност в европейска страна.

## Античност
През римската епоха евреи има в Тур, Поатие, Нарбон, Люнел, Ним, Аквитания, Нормандия и Шампан. 

## Средновековие
Крал Сигизмунд гони евреите от Бургундското кралство през 517 г. През 6 век, съществува нетърпимост към евреите на територията на днешните френски земи, като през 582 г. Хилперих принуждава евреите или да се покръстят или да бъдат ослепени.
Като цяло, юдаизмът във Франция по времето на Каролингите се радва на просперитет.

## Ново време

### По време на просвещението
През 16 век в Бордо и Байон от Португалия тайно пристигат някои марани и „нови християни“, понеже Анри II на Коледата през 1550 г. прогласява особен статут и самоуправление за гражданите - „права и привилегии за жителите на градовете“. Тези тайно практикуващи юдаизма евреи (криптоюдаизъм) се налага да изчакат близо два века, за да имат право да узаконят стария си статут - до Вестфалския мирен договор, по силата на който се сдобиват с правото ако искат свободно да изповядват религията си, да заплатят нов еднократен данък за узаконяване на новия си статут. След средата на 17 век, във Франция се възраждат еврейските общности, които търпят абсолютизма на френската монархия. След 1648 г. евреите във Франция имат право да изповядват свободно своята религия, както и да уреждат вътрешнообщностните си отношения - семейни, на попечителство, като евреите във Франция се сдобиват и с правото да имат своя собствена юрисдикция, с ограничени правомощия, която да решава някои дребни спорове между евреи. Това позволява на евреите във Франция постепенно да се "еманципират".

### Евреите и френската революция
След Френската революция, Франция става първата европейска страна, в която евреите се сдобиват с пълни граждански права. Постепенно френските евреи започват да се „интегрират“ във френското общество и обществени отношения в страната. Този обществен процес на интеграция, предвид на резултатите от Френската революция с последвалите Наполеонови войни, проправя пътя на модерния антисемитизъм във Франция. Антисемитизмът във Франция достига своя връх по време на Панамския скандал, с последвалата афера Драйфус. Разбира се, френския антисемитизъм е катализиран от загубата във френско-пруската война.
По времето на Втората световна война, Холокостът засяга около 75 000 френски евреи, или около една четвърт от членовете на еврейската общност в страната.
През 50-те и 60-те години на 20 век, много френски евреи ашкенази се изселват в Израел, а във връзка със загубата на Алжир от Франция по времето на де Гол, много алжирски евреи сефаради дирят убежище във Франция.
През 21 век еврейската общност във Франция наброява 488 000 души, или близо половин милион, което я прави най-голямата еврейска общност в Европа. Френските евреи населяват основно Париж, Марсилия, Лион, Ница, Тулуза и Страсбург. Общността е предимно сефарадска, но се характеризира с голямото си разнообразие по отношение на традициите, като във Франция има както ултраортодоксални евреи, така и неомарксисти.